# 水行女侠
水行女侠（英語：Aquawoman），是DC漫画地球2中水行侠的对应角色，为亚特兰蒂斯的前女王，名为玛蕊乐（Marella）。该角色由汤姆·泰勒和Nicola Scott创造。

## 介绍
玛蕊乐是亚特兰蒂斯的女王，并在某时被抓获，并成为世界军的俘虏，被关在阿卡姆指挥中心的黑色地下室。玛蕊乐讨厌“水行女侠”的称号，尽管吉米·奥利森不断这样称呼她。她被蝙蝠侠释放和并加入对抗達克賽德追随者的战争。她在返回亚特兰蒂斯前协助蝙蝠侠和其他英雄定位氪星人Val-Zod。